# Песков, Константин Александрович
Константи́н Алекса́ндрович Песко́в (17 сентября 1921, д. Сясьские Рядки, ныне Волховский район, Ленинградская область — 21 августа 1947, Дрезден, Германия) — командир танкового взвода 257-го отдельного танкового полка 33-й армии 3-го Белорусского фронта, младший лейтенант, Герой Советского Союза.

## Биография
Родился 17 сентября 1921 года в семье рабочего. Русский. Жил в городе Новая Ладога Волховского района. Окончил 8 классов.
В Красной Армии с 1941 года. Окончил Рязанское танковое училище. На фронтах Великой Отечественной войны с июня 1941 года.
С июня по осень 1941 года Песков воевал на Юго-Западном фронте. С января 1942 года сражался в рядах Отдельной Приморской армии под Ленинградом, Керчью, в Польше, брал Берлин. К. А. Песков несколько раз горел в танке, имел 2 лёгких (на Днепре в апреле 1942 года, за Вислой, на Пулавском плацдарме в сентябре 1942 года) и 1 тяжёлое ранения.
2 февраля 1945 года младший лейтенант Песков на малом танке проводил разведку на подступах к реке Одер. Он встретил сильно укреплённую полосу, оборудованную долговременными земляными точками и множеством артиллерии, прикрытой развитой системой траншей и ходов сообщения. Обойдя укрепления противника по лесной дороге и форсировав речку Биккольцер-Вассер, К. А. Песков захватил населённый пункт Миттвальде. В течение дня экипаж танка отбил 5 яростных атак, уничтожил 16 орудий разного калибра, 5 дзотов с гарнизонами, 19 миномётов. Атака Пескова парализовала противника, позволила подошедшим основным силам 383-й стрелковой дивизии окружить и разбить фашистов.
Указом Президиума Верховного Совета СССР от 24 марта 1945 года за бой на Одере за умелое руководство взводом в боях при овладении сильно укрепленным населенным пунктом и отражением яростных контратак противника, в которых уничтожено 5 дзотов и до 420 вражеских солдат, младшему лейтенанту Пескову Константину Александровичу присвоено звание Героя Советского Союза с вручением ордена Ленина и медали «Золотая Звезда».
После войны К. А. Песков остался служить в армии в Группе советских войск в Германии. Трагически погиб во время учений 21 августа 1947 года. Был похоронен в Дрездене. Потом по ходатайству матери его привезли в Новую Ладогу и похоронили на братском кладбище.

## Память
- Мемориальная доска в городе Новая Ладога на доме, где жил К. А. Песков.
- Именем Героя названа улица в городе Новая Ладога.
- Обелиск на братской могиле в городе Новая Ладога.